# Liste des présidents de l'Azerbaïdjan

Étendard présidentiel de l'Azerbaïdjan.

Ce tableau recense la liste des présidents de la république d'Azerbaïdjan depuis son indépendance de l'URSS le 30 août 1991.

## Liste des titulaires
| No  | Portrait           | Titulaire (Naissance-mort)     | Élection    | Mandat           | Mandat             | Mandat                     | Parti politique | Parti politique |
| No  | Portrait           | Titulaire (Naissance-mort)     | Élection    | Début            | Fin                | Durée                      | Parti politique | Parti politique |
| --- | ------------------ | ------------------------------ | ----------- | ---------------- | ------------------ | -------------------------- | --------------- | --------------- |
| 1   | Aïaz Moutalibov    | Aïaz Moutalibov (1938-2022)    | 1990        | 18 mai 1990      | 8 septembre 1991   | 1 an, 9 mois et 17 jours   |                 | PCUS            |
| 1   | Aïaz Moutalibov    | Aïaz Moutalibov (1938-2022)    | 1991        | 8 septembre 1991 | 6 mars 1992        | 1 an, 9 mois et 17 jours   |                 | PCUS            |
| –   | Yagub Mammadov     | Yagub Mammadov (né en 1941)    | intérim     | 6 mars 1992      | 14 mai 1992        | 2 mois et 8 jours          |                 | Indépendant     |
| (1) | Aïaz Moutalibov    | Aïaz Moutalibov (1938-2022)    | Rétabli     | 14 mai 1992      | 18 mai 1992        | 4 jours                    |                 | Indépendant     |
| –   | Issa Gambar        | Issa Gambar (né en 1957)       | intérim     | 18 mai 1992      | 17 juin 1992       | 30 jours                   |                 | Müsavat         |
| 2   | Aboulfaz Eltchibeï | Aboulfaz Eltchibeï (1938-2000) | 1992        | 16 juin 1992     | 1er septembre 1993 | 1 an, 2 mois et 16 jours   |                 | AXC             |
| 3   | Heydar Aliyev      | Heydar Aliyev (1923-2003)      | Coup d'État | 24 juin 1993     | 10 octobre 1993    | 10 ans, 4 mois et 7 jours  |                 | YAP             |
| 3   | Heydar Aliyev      | Heydar Aliyev (1923-2003)      | 1993        | 10 octobre 1993  | 3 octobre 1998     | 10 ans, 4 mois et 7 jours  |                 | YAP             |
| 3   | Heydar Aliyev      | Heydar Aliyev (1923-2003)      | 1998        | 3 octobre 1998   | 31 octobre 2003    | 10 ans, 4 mois et 7 jours  |                 | YAP             |
| 4   | Ilham Aliyev       | Ilham Aliyev (né en 1961)      | 2003        | 31 octobre 2003  | 15 octobre 2008    | 21 ans, 4 mois et 11 jours |                 | YAP             |
| 4   | Ilham Aliyev       | Ilham Aliyev (né en 1961)      | 2008        | 15 octobre 2008  | 9 octobre 2013     | 21 ans, 4 mois et 11 jours |                 | YAP             |
| 4   | Ilham Aliyev       | Ilham Aliyev (né en 1961)      | 2013        | 9 octobre 2013   | 11 avril 2018      | 21 ans, 4 mois et 11 jours |                 | YAP             |
| 4   | Ilham Aliyev       | Ilham Aliyev (né en 1961)      | 2018        | 11 avril 2018    | 7 février 2024     | 21 ans, 4 mois et 11 jours |                 | YAP             |
| 4   | Ilham Aliyev       | Ilham Aliyev (né en 1961)      | 2024        | 7 février 2024   | en cours           | 21 ans, 4 mois et 11 jours |                 | YAP             |